# Adelina Domingo Pons
Adelina Domingo Pons (Benifaió, 1883 - 27 de maig de 1905) fou una violinista valenciana.
Filla de Juan Domingo músic guitarrista, a l'edat de cinc anys va viatjar amb son pare a Madrid per a assistir al Conservatori i tocar davant de Jesús de Monasterio. Portaven amb ells una carta de recomanació per a que pogués entrar al conservatori. La jove Adelina va ser alumna del propi de Monasterio, qui la va presentar a la reina Maria Cristina.